# Jean Demangeot
Pour les articles homonymes, voir Demangeot.
Jean Demangeot, né le 25 octobre 1916 à Paris et mort le 8 février 2009 à Neuilly-sur-Seine, est un géographe français qui fut le secrétaire général de l'association de géographes français de 1972 à 1982, puis son président de 1982 à 1986.

## Biographie
Il a fait ses études de géographie à la Sorbonne. Il a été professeur émérite à l'université Paris X-Nanterre et Membre de l'Académie des sciences d'Outre-Mer.

## Sélection de publications
- Les États-Unis, petite géographie et histoire, 1942, éditions de la France nouvelle, Grenoble[2].
- Les États-Unis, présentation géographique d'un grand pays, 1946, Bordas, avec R. Blanchard[2].
- L'économie de la Ruhr, 1947, P.U.F., avec Cl. Simon[2],[3]
- Géomorphologie des Abruzzes adriatiques, 1965, compte-rendu de la thèse sur Persée.
- Les milieux « naturels » du globe, Masson, 1984, compte-rendu de l'ouvrage sur Persée.